# بیل بروک
بیل بروک (به انگلیسی: William E. Brock "Bill" III) (زادهٔ ۲۳ نوامبر ۱۹۳۰ – درگذشتهٔ ۲۵ مارس ۲۰۲۱) سناتور سابق عضو حزب جمهوری‌خواه ایالات متحده آمریکا بود. وی در سال ۱۹۷۱ تا ۱۹۷۷ میلادی سناتور ایالت تنسی در سنای ایالات متحده آمریکا بود.